# Sacachispas Fútbol Club
Il Sacachispas Fútbol Club è una società calcistica argentina di Buenos Aires, con sede nel quartiere di Villa Soldati. Milita nella Primera B Nacional, la seconda serie del calcio argentino.

## Storia
Nel 1948, Roberto González e Aldo Vázquez, vicini di casa a Nueva Pompeya a sud di Buenos Aires, decisero di fondare una squadra di calcio per disputare i Campionati Evita. Vázquez, che aveva giocato nelle selezioni giovanili del River Plate, contattò l'ex giocatore Carlos Peucelle (il coordinatore di allora) con l'obiettivo di ottenere il permesso per far giocare alcuni giocatori del River nella squadra appena formata.
Il nome Sacachispas è stato preso dalla squadra fittizia che ha recitato in "Pelota de Trapo", un film che ebbe un enorme successo in Argentina. Il club raggiunse la finale del campionato Evita all'Estadio Monumental, con il presidente Juan Domingo Perón e sua moglie Evita (colei che diede il nome al torneo) che assistettero all'incontro. Dopo che Perón notò che il Sacachispas non aveva un campo, fece degli accordi per ottenere una terra dove il club potesse costruire uno stadio.
Il primo stadio fu costruito a Lacarra e Corrales Avenue. Il club stabilì il 17 ottobre 1948 come data ufficiale di fondazione, come tributo all'intercessione di Perón. Il club si affiliò all'AFA nel 1954, vincendo il torneo Primera D nella sua stagione d'esordio.
Nel 2012, il club cambiò il suo nome in Sacachispas Mercado Central Fútbol Club, a seguito di un accordo firmato con il Club Atlético Mercado Central, il club sportivo del Mercado Central di Buenos Aires. L'accordo stabiliva che il Mercado Central avrebbe effettuato un pagamento mensile di 100000 $ al Sacachispas. Questo accordo non si trattò di una fusione, bensì di una semplice alleanza.
Nel 2014 l'accordo con il Mercado Central si concluse e Sacachispas ripristinò nome e stemma originari.

## Palmarès

### Competizioni nazionali
- Primera C Metropolitana: 1

2016-2017
- Primera D: 3

1954, 1999-2000, 2002-2003